# 王希克
王希克（1918年—1993年），男，辽宁义县人，中华人民共和国军事人物，中国人民解放军少将，曾任中国人民解放军总后勤部副部长。